# Hexorthodes senatoria
Hexorthodes senatoria là một loài bướm đêm trong họ Noctuidae.